# HMS Urge (N17)
Le HMS Urge est un sous-marin de classe Umpire construit pour la Royal Navy au début de la Seconde Guerre mondiale. Il opère en mer Méditerranée, endommageant notamment le cuirassé italien Vittorio Veneto lors de la première bataille de Syrte le 17 décembre 1941. Le 27 avril 1942, il part de Malte pour Alexandrie et n'arrivera jamais à destination. Il saute sur une mine au large de Malte. Son épave sera retrouvée en 2019.

## Conception
Les sous-marins de la classe Umpire sont à l'origine conçus pour être des cibles d'entraînement pour les bateaux d'escorte. Les plans approuvés, il est néanmoins décidé de les armer de 4 tubes lance-torpilles internes, situés à l'avant. L'armement est complété par un canon antiaérien de 3 pouces. Propulsé par deux hélices mues par deux moteurs électriques développant 825 chevaux, le sous-marin est aussi équipé de deux moteurs diesel Paxman développant 615 chevaux qui servent uniquement de générateurs permettant de recharger les accumulateurs : ce sont les premiers du genre dans la Royal Navy. Emportant 38 tonnes de diesel (qui seront portés à 55 plus tard), le HMS Urge peut théoriquement parcourir 4 050 milles marins (7 500 km) à 10 nœuds (19 km/h) en surface, et 170 milles marins (300 km) à 2,5 nœuds (5 km/h) en plongée. Il peut plonger jusqu'à 60 mètres de profondeur et embarque à son bord 33 hommes d'équipage.